# Torneo Sudamericano de Clubes de Futsal 2001
Il Torneo Sudamericano de Clubes de Futsal 2001 è la 2ª edizione del torneo continentale riservato ai club di calcio a 5 vincitori nella precedente stagione del massimo campionato delle federazioni affiliate alla CONMEBOL. La competizione si è giocata dal 7 al 10 febbraio 2001.

## Squadre partecipanti
Tutte le nazioni schierano una o più squadre, per un totale di 8 squadre.

### Lista
I club sono stati ordinati in ordine alfabetico della federazione.

| Rank | Squadra            |
| ---- | ------------------ |
| 1    | Argentinos Juniors |
| 2    | River Plate        |
| 3    | San Lorenzo        |
| 4    | Banespa            |
| 5/H  | Carlos Barbosa     |
| 6    | 6 de Agosto        |
| 7    | Deportivo Recoleta |
| 8    | Nacional           |

Note
- (TH) Squadra campione in carica
- (H) – Squadra ospitante

### Formula
Le 8 squadre si affrontano in due gironi da quattro. Le prime di ogni girone si affrontano nella finale e le seconde per il 3º posto.

## Fase a gironi

### Gruppo A
| Squadra        | P.ti | G | V | N | P | GF | GS | DR  |
| -------------- | ---- | - | - | - | - | -- | -- | --- |
| Carlos Barbosa | 9    | 3 | 2 | 1 | 0 | 29 | 9  | +20 |
| 6 de Agosto    | 6    | 3 | 2 | 0 | 1 | 15 | 24 | -9  |
| San Lorenzo    | 3    | 3 | 1 | 1 | 1 | 19 | 14 | +5  |
| Nacional       | 0    | 3 | 0 | 0 | 3 | 12 | 28 | -16 |

### Gruppo B
| Squadra            | P.ti | G | V | N | P | GF | GS | DR  |
| ------------------ | ---- | - | - | - | - | -- | -- | --- |
| EC Banespa         | 9    | 3 | 3 | 0 | 0 | 28 | 5  | +23 |
| Deportivo Recoleta | 6    | 3 | 2 | 0 | 1 | 19 | 16 | +3  |
| Argentinos Juniors | 3    | 3 | 1 | 0 | 2 | 7  | 9  | -2  |
| River Plate        | 0    | 3 | 0 | 0 | 3 | 3  | 27 | -24 |

## Fase a eliminazione diretta

### Finale 3º posto
| Carlos Barbosa 10 febbraio 2001 | 6 de Agosto | 13 – 7 | Deportivo Recoleta |  |

### Finale
| Carlos Barbosa 10 febbraio 2001 | Banespa | 6 – 5 | Carlos Barbosa |  |